# Victor Dupré

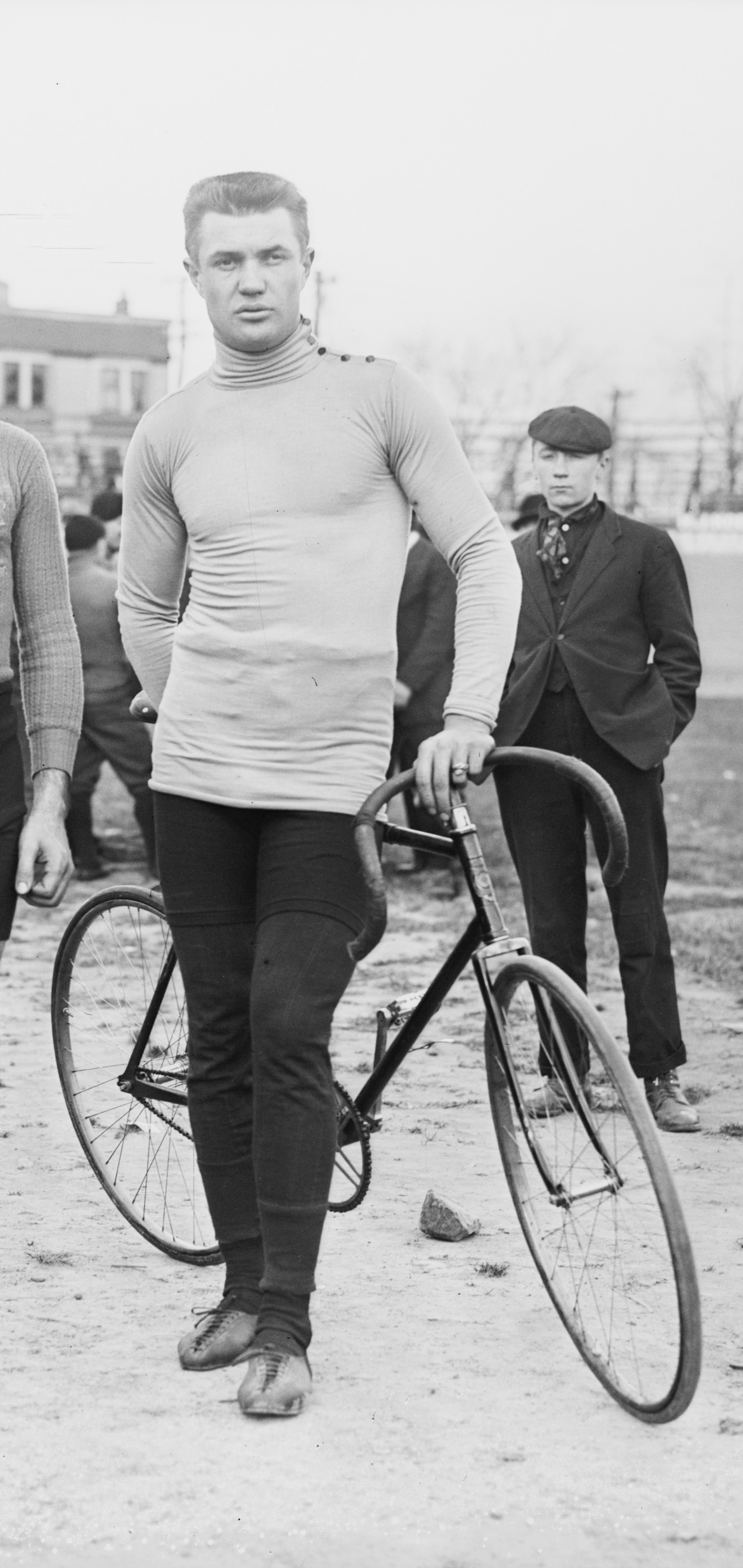
Victor Dupré (1908)

Claude-Victor Dupré (* 11. März 1884 in Roanne; † 7. Juni 1938 in Vernay) war ein französischer Bahnradsportler.
Victor Dupré war Berufs-Rennfahrer von 1903 bis 1913. 1909 wurde er Französischer Meister im Sprint der Profis; im selben Jahr errang er zudem den Weltmeistertitel im Sprint. Bei diesem Rennen schlug er seinen Gegner Gabriel Poulain mit dem außergewöhnlich großen Gang von 106 Zoll. 1903, mit 19 Jahren, fuhr er bei der ersten Ausrichtung der Tour de France mit, musste jedoch aufgeben. Auch nahm er, jedoch ohne größeren Erfolg, an Sechstagerennen teil. Im August 1912 stellte Victor Dupré zwei Weltrekorde auf, jeweils über 1000 Meter, mit fliegendem (1:10,300 Min.) sowie mit stehendem Start (1:14,350 Min.). 1909 gewann er den Grand Prix de Reims, einen der ältesten Wettkämpfe für Bahnsprinter in Frankreich.
In seiner Heimatstadt Roanne sind noch heute eine Straße sowie ein Park nach ihm benannt. Bis in die 1950er Jahre hinein gab es in Roanne auch ein „Velodrome Victor Dupré“.